# Jevhen Sjtjerban
Jevhen Oleksandrovytj Sjtjerban (ukrainsk: Євген Олександрович Щербань, russisk: Евгений Александрович Щербань tr. Jevgenij Aleksandrovitj Sjtjerban ; født  18 januar 1946 i Kostjantinivka, Kharkiv oblast, Ukrainske SSR, Sovjetunionen - 3 november 1996 i Donetsk, Ukraine) var en ukrainsk oligark og parlamentariker som blev dræbt i Donetsk Internationale Lufthavn 1996.
Julija Tymosjenko blev 2012-13 sammen med den tidligere premierminister Pavlo Lazarenko mistænkt for involvering i mordet på Sjtjerban, hans kone Nadija Nikitina og yderligere to personer. De betalte ifølge mistanken for at få dem myrdet.